# Белая Гора (муниципальное образование «Холмогорское»)
Белая Гора — деревня в Холмогорском районе Архангельской области.

## География
Находится в центральной части Архангельской области на расстоянии приблизительно 3 км на юг-юго-запад по прямой от районного центра села Холмогоры на берегу озера Иванское на левобережье реки Северная Двина.

## История
В 1859 году здесь (тогда деревня Холмогорского уезда Архангельской губернии) было учтено 8 дворов, в 1905 — 31. До 2022 года входила в Холмогорское сельское поселение до его упразднения.

## Население
Численность населения: 23 человека (1859 год), 140 (1905), 112 (русские 100 %) в 2002 году, 84 в 2010.